# Parorobia
Parorobia is een geslacht van Phasmatodea uit de familie Anisacanthidae. De wetenschappelijke naam van dit geslacht is voor het eerst geldig gepubliceerd in 1952 door Chopard.

## Soorten
Het geslacht Parorobia is monotypisch en omvat slechts de volgende soort:
- Parorobia lobiventris Chopard, 1952